# Tibor Demmer
Tibor Demmer (11. dubna 1920 – 10. března 2004) byl slovenský a československý politik Komunistické strany Slovenska, poslanec Slovenské národní rady v 60. letech a poslanec Sněmovny národů Federálního shromáždění na počátku normalizace.

## Biografie
Ve volbách roku 1964 byl zvolen do Slovenské národní rady.
Po federalizaci Československa usedl do Sněmovny národů Federálního shromáždění. Mandát nabyl až dodatečně v květnu 1970. Do federálního parlamentu ho nominovala Slovenská národní rada. V parlamentu setrval do konce funkčního období Federálního shromáždění, tedy do voleb v roce 1971.